# 푸티블

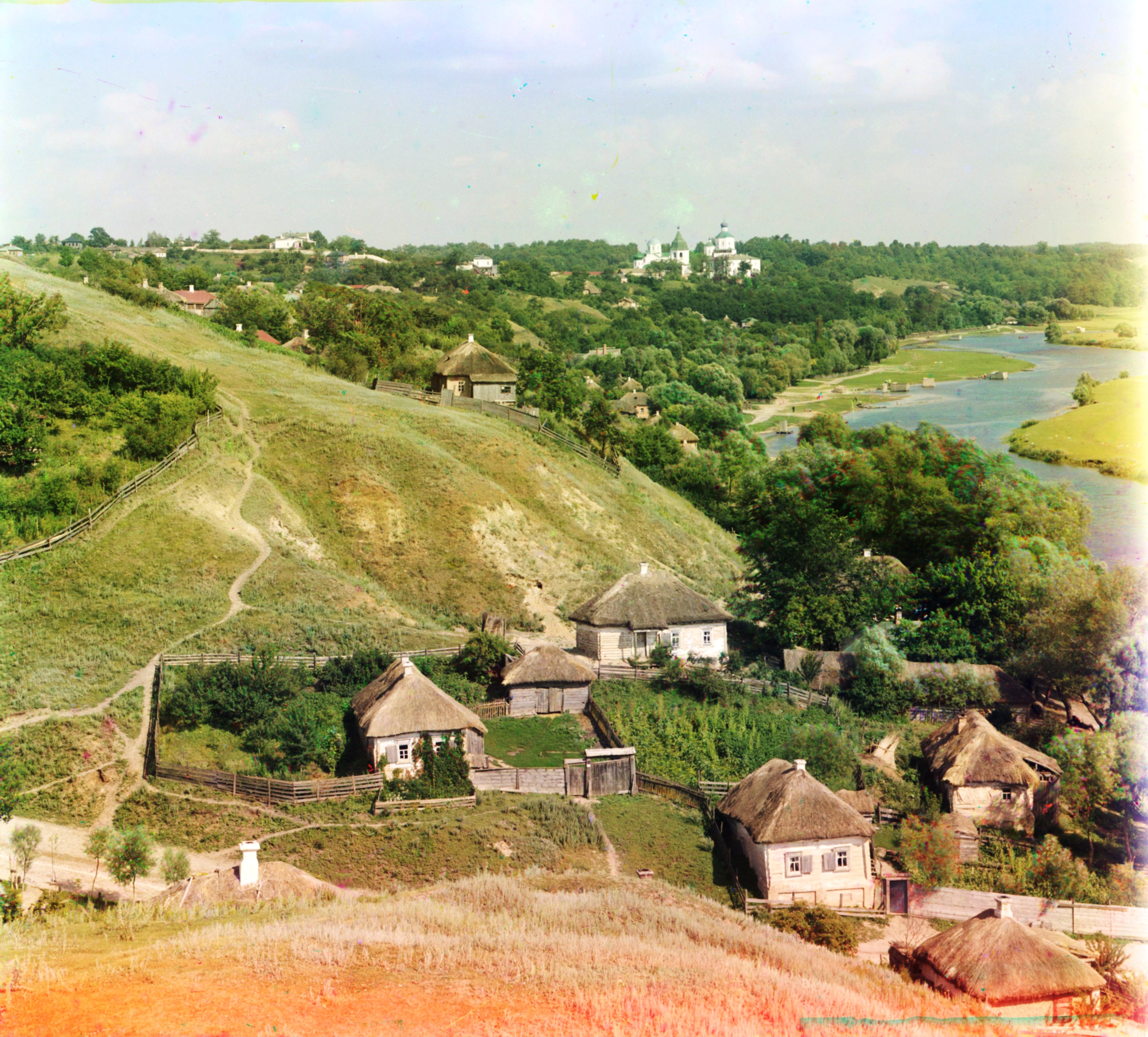

푸티블(우크라이나어: Путивль, 러시아어: Пути́вль)은 수미주 북동부에 위치한 도시이다. 옛날에는 세베르시나 주에 속했으며, 러시아 제국이 이곳을 차지했을 때에는 쿠르스크 현에 속했다.